# Lutsi (langue)
Le lutsi est un dialecte sud-estonien éteint depuis 2006, anciennement parlée par les Estoniens de Ludza dans la Latgale en Lettonie.

## Écriture
Uldis Balodis a proposé une orthographe lutsi combinant les principes des orthographes du letton, du latgalien, de l’estonien, du võro et du live.
| A a | Ā ā | Ä ä | Ǟ ǟ | B b | B̦ b̦ | D d | Ḑ ḑ | E e | Ē ē | F f | G g | Ģ ģ | H h | H̦ h̦ | I i | Ī ī |
| J j | K k | Ķ ķ | L l | Ļ ļ | M m | M̦ m̦ | N n | Ņ ņ | O o | Ō ō | Ö ö | Ȫ ȫ | P p | P̦ p̒ | Q q | R r |
| Ŗ ŗ | S s | Ș ș | Š š | T t | Ț ț | U u | Ū ū | Ü ü | Ǖ ǖ | V v | V̦ v̦ | Y y | Ȳ ȳ | Z z | Z̦ z̦ | Ž ž |

La virgule souscrite peut être utilisée sous n’importe quelle consonnes lorsqu’elle est palatalisée, excepté les lettres j et q ou les consonnes devant les voyelles ä, ǟ, i, ī, ö, ȫ, ü, ǖ.
Les lettres ḑ, ģ, ķ, ļ, ņ, ŗ sont représentées avec des caractères composés avec la cédille, mais ayant la forme de la virgule souscrite pour des raisons historiques dans une majorité de polices de caractères, du moins en letton pour ģ, ķ, ļ, ņ, ŗ et dans certains cas pour ḑ. Le p virgule souscrit ‹ P̦, p̒ › est représenté avec la virgule culbutée suscrite pour la minuscule, rappelant la forme de la cédille ou virgule de ģ. En théorie, les caractères avec la cédille pourrait être utilisés de manière générale : ‹ b̧, ḑ, ģ, ḩ, ķ, ļ, m̧, ņ, p̧, ŗ, ş, ţ, v̧, z̧ ›.